# Rávan (414 m)
Rávan (414 m n.p.m.) – góra na wyspie Lítla Dímun stanowiącej część archipelagu Wysp Owczych.
Jest najwyższym punktem wyspy i 240 szczytem archipelagu pod względem wysokości, biorąc pod uwagę wszystkie góry Wysp Owczych.